# Woodbranch (Teksas)
Woodbranch je grad u američkoj saveznoj državi Teksas. Prema popisu stanovništva iz 2010. u njemu je živjelo 1.282 stanovnika.